# 룰즈 오브 서바이벌
룰즈 오브 서바이벌(Rules of Survival)은 넷이즈 게임즈가 개발하고 배급한, 지금은 지원이 중단된 부분 유료화 다인용 온라인 배틀 로열 게임이다. 베타 액세스를 통한 최초 버전이 2017년 11월 출시되었다. 2018년 10월, 이 게임의 전 세계 플레이어 수는 230,000,000명에 도달했다.
2018년 5월 30일 기준으로 이 게임은 스팀에 출시되었다. 한편으로, 스팀이 아닌 무료 버전과 달리 이 게임은 구매에 "스페셜 기프트"를 제공하는 프라이스 태그와 함께 출시되었다. 이 게임은 나중에 2018년 6월 13일 스팀에서 철거되었다가 2018년 6월에 복귀하였다.
2022년 6월 27일 기준으로 ROS는 운영을 중지시켰으며 플레이어는 더 이상 게임과 서버에 접근이 불가능하다.